# پاپاکولی دیوپ
پاپاکولی دیوپ (انگلیسی: Papakouli Diop؛ زادهٔ ۱۹ مارس ۱۹۸۶) بازیکن فوتبال اهل سنگال است که در پست هافبک دفاعی برای باشگاه اسپانیایی یو‌دی ایبیزا بازی می‌کند.
وی همچنین در تیم ملی فوتبال سنگال بازی کرده‌است.